# 近藤薫
近藤 薫（こんどう かおる、1972年12月3日 - ）は日本のシンガーソングライター、作詞家、作曲家、編曲家、ギタリスト、音楽プロデューサー 。JASRAC正会員。株式会社miuzic 代表取締役。愛知県愛知郡東郷町出身。血液型はB型。

## 来歴・人物
愛知県立日進高等学校を卒業して東京に上京。東放学園音響専門学校を卒業 。
1999年6月2日、ロックバンド『スィートショップ』のボーカルとしてポリドール（現ユニバーサルミュージック）よりメジャーデビュー。プロデュースはユニコーン、スピッツ、コブクロでも有名な笹路正徳。Albumを3枚、Singleを7枚リリース。中でも5枚目のSingle『板チョコ』が音楽番組『COUNT DOWN TV』エンディングテーマに抜擢、6枚目のSingle『地平線の向こうへ』が、本木雅弘、竹内結子主演のテレビ朝日系ドラマ『スタイル!』の主題歌となり話題になる。
2003年6月12日に解散。その後はソロシンガーとして活動。Solo 2nd Single『ハロー＆グッバイ』が、アニメ『テニスの王子様』のエンディングテーマになりヒット。2007年にDEEN、can/goo、大黒摩季、原田知世など数々のアーティストライヴ レコーディングを担当する歌うドラマー・小林秀樹とゆるゆる脱力系Popユニット『moZku もずく』を結成。愛知県漬物協会公認テーマ曲『漬物いいな』をリリースした。
また、同時に作家としてもデビューを果たす。楽曲提供アーティストは、V6、AKB48、リュ・シウォン、郷ひろみ、東方神起、マオ from SID、テゴマス、鈴木雅之、渡辺美里、DEEN、Juice=Juice、℃-ute、アンジュルム、下野紘、柏木由紀など多数。中でもV6に提供した、30th Single『HONEY BEAT』はオリコン週間チャート1位、31st Single『ジャスミン』（作詞作曲）は、オリコン週間チャート1位、2007年度年間オリコンチャート50位を獲得。その他、アーティストへの楽曲提供以外にも、大手たこ焼チェーン『築地銀だこ』のテーマソング制作や、プロ野球団『横浜DeNAベイスターズ』のチアソング、マスコットソングなど企業の音楽制作も手掛ける。
2011年4月に自社レーベル『miuzic Records』（現：miuzic Entertainment）を設立（代表取締役）。2013年4月から堀川りょうが学院長を務める声優養成所『インターナショナル・メディア学院』の音楽プロデューサーに就任。2016年6月から自身が編集長を勤める音楽情報サイト「6notes（シックスノート）」をオープンした。2019年デビュー20周年を迎える。6月2日記念イベント『近藤薫 デビュー 20周年 Anniversary Special！HOME MADE2019』を開催。
デビューを20周年を機に2019年6月からYouTubeチャンネル『近藤薫 「音楽で生きていく。」』を開設。YouTuberとして音楽の楽しさ、奥ゆかしさを惜しむことなく発信しはじめる。週に2～3本のハイペースな更新で、2020年3月現在で100本を超える。

## ディスコグラフィ

### シングル
1. あすなろの唄　※テレビ東京系アニメ『わがまま☆フェアリーミルモでポン！』エンディングテーマ
2. ハロー&グッバイ　※『テニスの王子様』OVA エンディングテーマ
3. LOVE SONG／彼女
4. 愛のうた／まぁだだよ。
5. スタンプ／もうひとりの君

### アルバム
1. 「だから僕はバスを降りた。」
2. 「花畑行き。」
3. 「会いにきたよ。」
4. 「君がホリデー」
5. 「僕とギターと月見草 vol.1」
6. 「いつか忘れてしまうんだろうなぁ」
7. 「AFTER THE RAIN」

### moZku Album
1. 「もずく定食 mozu-tei」
2. 「もずく御膳」
3. 「漬物いいな」（Single）＜社団法人　愛知県漬物協会　公認ソング＞
4. 「もずく弁当」
5. 「もずくSweets」

## 楽曲提供

### アーティスト
- V6
  - HONEY BEAT(作詞・作曲)　※第67回NHK紅白歌合戦歌唱楽曲
  - ジャスミン(作詞・作曲)　※テレビ朝日系ドラマ『警視庁捜査一課9係』主題歌
  - 心からの歌(作曲)
- AKB48
  - アリガトウ (作曲・編曲)　※日本テレビ系『24時間テレビ33 愛は地球を救う』挿入歌
  - 脳内パラダイス (作曲・編曲)
  - 抱きしめられたら (作曲・編曲)
  - Dreamin' girls(作曲・編曲)
- ノースリーブス
  - Bye Bye Bye (作曲)
- 柏木由紀
  - Birthday wedding (作曲)　※結婚式場『ゼクシー』CMソング
  - でもねずっと (作曲)
- 東方神起
  - Hide & Seek (作曲)　※フジテレビ系列ドラマ『チームバチスタ4 螺鈿迷宮』主題歌
- テゴマス
  - innocence (作曲)
- マオ from SID
  - 月 (作曲)
- 渡辺美里
  - Yes (作曲)　※TBS系全国ネット『愛の劇場三代目のヨメ!』主題歌
  - 夏だより (作曲)
- 鈴木雅之
  - さよなら(作詞)　※テレビ東京系ドラマ『水曜ミステリー9』エンディング曲
- 郷ひろみ
  - そこに居てくれるだけでいい (作詞・作曲)
- HALCALI
  - Lights, Camera. Action! (作曲)　※フジテレビ系列アニメ『月面兎兵器ミーナ』オープニング曲
- Juice=Juice
  - 続いていくSTORY(作詞・作曲・編曲)
  - Goal〜明日はあっちだよ〜(作詞・作曲・編曲)
  - 続いていくSTORY(Symphonic Version feat. Karin)(作詞・作曲)
- ℃-ute
  - 夜風のMessage(作詞・作曲・編曲)
- アンジュルム
  - 忘れてあげる (作詞・作曲)
  - ナミダイロノケツイ (作詞・作曲)
- リュ・シウォン
  - 風と共に (作詞・作曲)
  - 月見れば (作詞・作曲)
- DEEN
  - Pray (作曲※共作)
- 出口陽 (ex.SKE48 )
  - FLASH BACK (作詞・作曲、プロデュース)
  - ハジマリノオト (作詞・作曲　※作詞は共作、プロデュース)
  - 天使にはなれない  (作詞・作曲、プロデュース)
  - 迷宮（作詞・作曲）
- 平川大輔
  - 贅沢な朝 (作曲)
  - One (作曲)
- 松井恵理子
  - ワスレモノ (作曲、プロデュース)
  - デッサン (作詞・作曲、プロデュース)
  - 子猫のRuby (作詞・作曲、プロデュース)
  - じゃんだらりん！ (作詞・作曲、プロデュース)
  - シネマ(作詞、プロデュース)
  - ユメキセツ (作曲、プロデュース)
  - 声 (作曲、プロデュース)
- 鈴村健一
  - スケッチ (作曲・編曲)
- JAM FLAVOR
  - 記憶のメリーゴーランド（作詞・作曲・編曲）
- 下野紘
  - Rainy Cocoa (作詞・作曲、プロデュース)　※アニメ『雨色ココア』主題歌
- はるな愛×中里真美 feat. May Pakdee
  - I-I-YO-NE! Looking For Your Smile (作曲、プロデュース)
- 穐田和恵 (ex.SDN48)
  - Blue & Blue (作詞・作曲、プロデュース)
  - 世界中で一番簡単で難しい言葉 (作詞・作曲、プロデュース)
  - さよならBreezin' (作詞・作曲、プロデュース)
  - Re-start (作曲)
  - わたしのゆめみたわたし (作曲、プロデュース)
  - Ride On!!（作詞・作曲、プロデュース）
  - Freaky Sky（作詞・作曲、プロデュース）
- ドランクドラゴン
  - 街角メロディ (作詞・作曲・編曲、プロデュース）
- アンジャッシュ
  - 隅田川 (作詞・作曲、プロデュース）
- dela
  - 抱いてファンタジア(作詞・作曲、プロデュース)
  - 君行きExpress(作詞・作曲、プロデュース)
  - 言葉なんていらない(作詞・作曲、プロデュース)
  - ためらいRetweet(作詞・作曲、プロデュース)
  - Love,Ding Dong(作詞・作曲、プロデュース)
  - ナナイロのうた (作詞・作曲、プロデュース)
  - Orange blossom(作詞・作曲、プロデュース)
  - kissと誘惑のラビリンス(作詞・作曲、プロデュース)
  - 紙吹雪〜dela祭り〜(作詞・作曲、プロデュース)
  - SHANDY(作詞・作曲、プロデュース)
  - 置いて来たリグレット(作詞・作曲、プロデュース)
  - Creamy,Dreamy(作詞・作曲、プロデュース)
  - LOVE&PEACE(作詞・作曲、プロデュース)
  - ビキニ大戦(作曲、プロデュース)
  - けったこぐ(作曲、プロデュース)
  - 15〜Fifteen〜(作曲、プロデュース)
  - 夏しぶき(作詞・作曲　共作、プロデュース)
  - シルバースプーン（作詞・作曲、プロデュース）
  - 誰彼 〜Tasogare〜（作曲、プロデュース）
  - 愛と勇気のClap your hands（作詞・作曲 ※作曲共作）
  - dela JEWERLY(作曲、プロデュース)
  - 未来への招待状(作詞・作曲、プロデュース)
  - 夏体験物語(作曲、プロデュース)
  - ママの夢(作詞・作曲、プロデュース)
  - バレないようにキスをして(作詞・作曲、プロデュース)
  - dela LEGEND（作曲、プロデュース）
  - 赤いカーディガン(作詞・作曲、プロデュース)
  - SAKAE GO ROUND(作曲、プロデュース)
  - Halloween Go Round（作曲、プロデュース）
  - キラキラ(作詞・作曲、プロデュース)
  - ふぁいてぃん！〜サヨナラなんて怖くない〜(作詞・作曲、プロデュース)
  - クリスマスはあなた色(作詞・作曲、プロデュース)
- ROSARIO+CROSS
  - Lucky Girl (作詞・作曲、プロデュース)
  - ショートヘア(作詞・作曲、プロデュース)
  - ふたりはラブコメディ(作詞・作曲、プロデュース)
  - Are you ready?(作詞・作曲、プロデュース)
  - ラン！ラン！ラン！(作詞・作曲、プロデュース)
  - アルイテイコウ（ROSARIO step）（作詞・作曲、プロデュース）
  - HELLO!未来(作詞・作曲、プロデュース)
  - 七転八倒の向こう側(作詞・作曲、プロデュース)
  - SIX(作詞・作曲、プロデュース)
  - 虹色シャウト（作詞・作曲、プロデュース）
  - Lips～踊れ恋心～（作詞・作曲、プロデュース）
  - カサナール（作詞・作曲、プロデュース）
  - 普段着に着替えて行こうよ（作詞・作曲、プロデュース）
  - 君がそこにいたら帰れないじゃん（作詞・作曲、プロデュース）
  - 青春コールミー(作詞・作曲、プロデュース)
  - 大どんでん返し（作詞・作曲、プロデュース）
  - そうさ、僕らは共犯者（作詞・作曲、プロデュース）
  - 最初はGOOD!!（作詞・作曲、プロデュース）
  - どうしてこんなに好きになっちゃったんだろう？（作詞・作曲、プロデュース）
  - 書きかけのPaper back（作詞・作曲、プロデュース）
  - EASY EASY（作詞・作曲、プロデュース）
  - Birthday（作詞・作曲、プロデュース）
  - Colorless（作詞・作曲、プロデュース）
  - Winning Run（作詞・作曲、プロデュース）
- ナナカナ（井ノ上奈々solo曲）
  - Primula (作曲・編曲)
- HONEYS COMIN’
  - DEAD PATIENT（作詞・作曲、プロデュース）　※ゲーム「コープスパーティー」挿入歌
  - 空（作曲、プロデュース）
- 太田克樹
  - ひとりじゃない (作詞・作曲、プロデュース)
  - 告白 (作詞・作曲、プロデュース)
  - 思い出の交差点（作詞・作曲、プロデュース）
  - もっと光を（作詞・作曲、プロデュース）
  - 涙のあとには夢が降る（作詞・作曲、プロデュース）
  - そのままの君で（作詞・作曲、プロデュース）
  - Message〜君に贈るうた〜 (作詞・作曲、プロデュース)
  - 真っ赤な花 (作詞・作曲、プロデュース)
  - アルイテイコウ (作詞・作曲、プロデュース)
  - VOICE (作詞・作曲、プロデュース)
  - 俺がやらなきゃ誰がやる(作曲、プロデュース)
  - 流れ星（作詞・作曲、プロデュース）
- 織田美海
  - クエスチョン（作詞・作曲、プロデュース）
  - 朝が来るまで（作詞・作曲、プロデュース）
- Nine chocolates
  - 自撮りモンスター（作詞・作曲、プロデュース）

- 小玉ゆうい
  - 前髪の決意 (作詞・作曲、プロデュース)
  - お母さん (作詞・作曲、プロデュース)
  - Our Life (作詞・作曲、プロデュース)
- Riico
  - Innocent Days（作詞・作曲、プロデュース）
  - ウィンクの理由（作詞・作曲、プロデュース）
  - Where’s Happiness（作詞・作曲、プロデュース）
  - エンドロール（作詞、プロデュース）
- 櫻井里花
  - 短篇小説（作詞・作曲、プロデュース）
  - ルーレットを回して（作詞・作曲、プロデュース）
  - Baby blue（作詞・作曲、プロデュース）
  - タイムリミット（作詞・作曲、プロデュース）
  - WALK（作詞・作曲、プロデュース）
  - グレーのスーツのおじさん（作詞・作曲、プロデュース）
  - おつかれさん、また明日（作詞・作曲、プロデュース）
  - はーい！（作詞・作曲、プロデュース）
  - 花と青（作詞・作曲、プロデュース）
  - だるまさんのうた（作詞・作曲、プロデュース）
  - ありがとうじゃ足りないよ（作詞・作曲、プロデュース）
  - いびつなクレヨン（作詞・作曲、プロデュース）
- 犬塚志乃
  - センチメンタルな花（作詞・作曲、プロデュース）
- 沢井里奈
  - 迎えにいくね（作詞・作曲、プロデュース）
  - 風が運んできたInvitation（作詞・作曲、プロデュース）
  - あした、雨があがったら（作詞・作曲、プロデュース）
- 親盛えみり
  - 始まりは終わりの次に(作詞・作曲・プロデュース)
  - Border Line(作詞・作曲・プロデュース)
- 小林秀樹
  - I believe in you（作詞・作曲、プロデュース）
  - キミとスマイル（作詞・作曲、プロデュース）
  - 僕だけのヒロイン（作詞・作曲、プロデュース）
  - 良かったね。（作詞・作曲、プロデュース）
- カテリン
  - ふたりのAnswer（作詞・作曲、プロデュース）
  - ガンバレ~Take a chance~（作詞・作曲、プロデュース）
- The JADE
  - 手紙(作詞・作曲・プロデュース)
  - みんなのものだよ(作詞・作曲・プロデュース)
- 後藤邑子
  - BAD GIRL Messengerrrrr# (編曲)
- ビジトジ
  - 笑い続ける花になる (作詞・作曲・編曲）
  - 君がいる 僕がいる (作詞・作曲)
  - 夢の道 (作曲・編曲）
- 川崎萌
  - 夕暮れの窓辺で (作曲・編曲）
  - 小さな家 (作詞・作曲・編曲)
  - Rainbow road (作詞・作曲・編曲)
  - 落ち葉のメロディ (作詞・作曲・編曲)
  - 秘密 (作詞・作曲)
- 中里真美
  - 左側 (作曲・編曲)
  - Lemoned (作曲・編曲)
  - Diary 〜秘密の恋〜(作曲・編曲)
  - 願いの糸 (編曲)
  - モノクロの花びら(作曲・編曲)
- さくらマザー
  - 88 〜パパとママ〜 (作詞・作曲)
- no Filter
  - 先輩、どこ行くんですか？（作詞・作曲・プロデュース）
  - HERO（作詞・作曲・プロデュース）
  - 純情ってなんですか？（作詞・作曲・プロデュース）
  - ありがとうマシンガン（作詞・作曲、プロデュース）
  - 鍵垢のお姫様（作詞・作曲、プロデュース）
  - Can't Stop 恋愛信号（作詞・作曲、プロデュース）

### アニメ
テニスの王子様関連
- 越前リョーマ
  - 風に乗っかって (作詞・作曲・編曲)
  - Wonderland (作詞・作曲・編曲)
- 跡部景吾
  - EXIST (編曲)
- キャップと瓶
  - サンキュー!! (作詞）
- 越前リョーマ＆遠山金太郎 
  - 花びらの行方 (作詞)

その他
- おねがいマイメロディ 〜くるくるシャッフル!〜
  - Fly away 〜夜のオブジェにしたくない〜 (作詞・作曲・編曲)
- 邪神ちゃんドロップキック
  - CAST A SPELL (作詞・作曲・編曲)

### ゲーム
- 乙女的恋革命ラブレボ!!
  - Brand new you/三宅淳一 (作詞・作曲・編曲)
- Wonderking2（2013年10月8日）
  - クローバーをあげる／星愛美 (作詞・作曲、プロデュース)

### その他
- 横浜DeNAベイスターズキャラクター DBライダー テーマ曲（2013年）
  - Shining star (作詞・作曲・唄・プロデュース)
  - Starlight (作詞・作曲・唄・プロデュース)
- 横浜DeNAベイスターズ・公式チア diana テーマ曲（2013年）
  - Allways full swing /阿部恭子(作詞・作曲・プロデュース)
- 横浜DeNAベイスターズ・チアスクール テーマ曲（2013年）
  - スマイルホームラン/Diana (作詞・作曲・プロデュース)
- 横浜DeNAベイスターズ・チアスクール テーマ曲（2014年）
  - Dream Gate/中里真美 (作詞・作曲・プロデュース)
- 横浜DeNAベイスターズ・チアスクール テーマ曲（2015年）
  - Step/山田菜月 (作詞・作曲・プロデュース)
- 横浜DeNAベイスターズ・チアスクール テーマ曲（2016年）
  - YELL/diana (作詞・作曲・プロデュース)
- 横浜DeNAベイスターズ・チアスクール テーマ曲（2017年）
  - ONE/diana (作詞・作曲・プロデュース)
- 横浜DeNAベイスターズ・マスコットスターマン、キララ テーマ曲（2014年）
  - スターマンのうた/三浦りな (作曲・プロデュース)
- 築地銀だこ 公式応援ソング（2011年）
  - たこ焼のうた/miu (作詞・作曲・編曲・プロデュース)
- 日本生命 シリウスグランプリ  （2012年）
  - short movie 主題歌 /高崎愛梨 (作詞・作曲)
- アコム TV CMソング 江波戸ミロ出演（2008年）
  - クレッシェンド/ JULEPS (作曲)